# Gamla Nynäs
Gamla Nynäs är en bebyggelse söder om Enköping i Enköpings kommun.  Bebyggelsen klassades av SCB 2020 som en småort och 2023 som en  tätort.